# Kings Marsh
Kings Marsh – wieś w Anglii, w hrabstwie ceremonialnym Cheshire, w dystrykcie (unitary authority) Cheshire West and Chester. Leży 12 km na południe od miasta Chester i 256 km na północny zachód od Londynu. W 2001 miejscowość liczyła 30 mieszkańców.